# Allium callimischon
Allium callimischon là một loài thực vật có hoa trong họ Amaryllidaceae. Loài này được Link mô tả khoa học đầu tiên năm 1834.